# Duncan, stăpânul focului
Duncan, stăpânul focului (în engleză Firebreather) este un film de animație, ce se bazează pe seria de benzi desenate cu același nume de către Image Comics. A avut premiera pe 24 noiembrie 2010 pe Cartoon Network, și este animat în CGI. Filmul este regizat de Peter Chung, cu scenariul de James Krieg, și îi are în rolurile principale pe Jesse Head, Dana Delany, Kevin Michael Richardson, Reed Diamond și Amy Davidson.
Premiera în România a filmului a fost pe 24 noiembrie 2011, pe canalul Cartoon Network.

## Premisă
Filmul spune povestea lui Duncan Rosenblatt, un băiat de 16 ani ai cărui parinți sunt separați. Margaret este o mamă absolut normală care își crește băiatul într-o casă din suburbii, iar tatăl, Belloc, este un dragon imens, dintr-o specie numită Kaiju.
Belloc era liderul Kaiju, iar atunci când a izbucnit războiul dintre Kaiju și oameni numai dragostea lui pentru Margaret a fost cea care a împedicat distrugerea ambelor tabere. După terminarea războiului, toți dragonii Kaju s-au făcut nevăzuți, iar Margaret a fost nevoită sa-l crească singură pe Duncan. Acesta e acum un licean obișnuit, cu excepția tenului oarecum portocaliu și a temperamentului incendiar. Transferat la un liceu nou, se împrietenește cu Isabel și Ken și se îndrăgostește de cea mai frumoasă fată din școală, Jenna.
Știind că Duncan a împlinit vârsta la care poate înțelege responsabilitățile, Belloc pornește în căutarea fiului său. Speranța lui cea mai fierbinte este că Duncan va îndrăgi lumea Kaiju și va accepta să devină moștenitorul tronului. Dar lucrurile nu sunt atât de simple pe cât par.

## Legături externe
- Duncan, stăpânul focului la Internet Movie Database